# Hibiscus goossensii
Hibiscus goossensii är en malvaväxtart som först beskrevs av Haumau, och fick sitt nu gällande namn av F.D. Wilson. Hibiscus goossensii ingår i Hibiskussläktet som ingår i familjen malvaväxter. Inga underarter finns listade i Catalogue of Life.